# 公定訳文
公定訳文（こうていやくぶん、英：official translation, official text）は、国際条約や国内法令の正文以外の言語への公式な訳文である。公定訳とも呼ばれる。

## 国際条約の公定訳文
国際条約の公式な訳文とは、締約国の合意によって作成される訳文である。公定訳文は正文とは異なり、通常、条約の解釈において参酌されることはない。
締約国の政府が署名・批准・受諾・承認・加入の際の国内における手続き（例えば、国会による承認）のために作成した訳文を指して公定訳文と呼ぶことがしばしばあるが、このような訳文は他の締約国の合意を得て作成されたものではないので、条約上や公式に定められた訳文ではない。
条約の中には公定訳文に関する明示的な規定を有するものがある。例えば、特許協力条約は、正文及び公定訳文について次のように定めている。
日本においては、条約の国会提出時には正文とともに日本語訳文が提出され、公布時にも正文とともに日本語訳文が官報に掲載されるが、その多くは日本国政府が独自に作成したものであって、他の締約国の合意を得たものではないから、公定訳文ではない。
公定訳文は、通常、多数国条約においてのみ作成される。二国間条約においては、双方の公用語を正文とし、公定訳文の作成を要しないことが多い。

## 国内法令の公定訳文
国内法令の公式な訳文は、その法令を制定した政府によって作成され又は認証された訳文である。
日本の法務省は日本の国内法令の訳文を作成し、日本法令外国語訳データベースシステムを提供しているが、これらの訳文は公定訳文ではなく、法的効力を有するのは日本語の法令自体であるとしている。